# Wymierna krzywa Béziera

Na niebiesko – krzywa wielomianowa w przestrzeni współrzędnych jednorodnych, na czerwono – krzywa wymierna, rzut środkowy krzywej wielomianowej na płaszczyznę W=1

Wymierna krzywa Béziera – krzywa Béziera zdefiniowana we współrzędnych jednorodnych. Podczas gdy krzywa Béziera jest krzywą wielomianową, tzn. jej współrzędne opisują wielomiany, tak współrzędne krzywej wymiernej są opisywane przez wyrażenia wymierne.
Jeśli wielomianowa krzywa Béziera zostanie określona we współrzędnych jednorodnych, w przestrzeni {\displaystyle k+1}-wymiarowej, to do jej opisu potrzebne jest {\displaystyle k+1} wielomianów {\displaystyle P(t)=\left(X(t),Y(t),\dots ,W(t)\right).} Po przejściu na współrzędne kartezjańskie otrzymywana jest wymierna krzywa Béziera dana jako {\displaystyle k} wyrażeń wymiernych {\displaystyle p(t)=\left({\frac {X(t)}{W(t)}},{\frac {Y(t)}{W(t)}},\dots ,\right).}
Dowolny punkt na krzywej wymiernej oblicza się zgodnie ze wzorem:
{\displaystyle p(t)={\frac {\sum _{i=0}^{n}w_{i}p_{i}B_{i}^{n}(t)}{\sum _{i=0}^{n}w_{i}B_{i}^{n}(t)}}\qquad t\in [0,1],}
gdzie:
{\displaystyle n} – liczba punktów kontrolnych minus 1 (punkty kontrolne liczone są od zera: {\displaystyle p_{0},\dots ,p_{n}}),
{\displaystyle p_{i}} – {\displaystyle i}-ty punkt kontrolny,
{\displaystyle w_{i}} – waga {\displaystyle i}-tego punktu kontrolnego (dowolna liczba rzeczywista); jeśli {\displaystyle w=0} punkt kontrolny nie jest brany pod uwagę,
{\displaystyle B_{i}^{n}} – wielomiany bazowe Bernsteina.
Punkt na krzywej można również znaleźć za pomocą wymiernego wariantu algorytmu de Casteljau. Punkt {\displaystyle p(t)} można także wyznaczyć obliczając współrzędne punktu {\displaystyle P(t)} w przestrzeni jednorodnej, a następnie przejść na współrzędne kartezjańskie.

## Cechy krzywej
- Krzywa ma nieskończenie wiele reprezentacji we współrzędnych jednorodnych.
- Konstrukcja krzywej jest niezmiennicza względem przekształceń afinicznych, tzn. krzywa wyznaczona z przekształconych punktów kontrolnych jest taka sama jak krzywa po tym przekształceniu.
- Jeśli wszystkie wagi są równe i niezerowe, to krzywa jest wielomianowa.
- Jeśli wszystkie wagi są niezerowe i tego samego znaku, to krzywa spełnia własność otoczki wypukłej, tzn. dla {\displaystyle t\in [0,1]} punkt {\displaystyle p(t)} leży w otoczce wypukłej punktów kontrolnych {\displaystyle p_{0},\dots ,p_{n}.}
- Przemnożenie wszystkich wag przez tę samą liczbę różną od zera nie zmienia krzywej.

Ponadto w stosunku do krzywych wielomianowych, wymierne krzywe Béziera mają następujące zalety:
- mogą reprezentować wszystkie krzywe stożkowe (co ma znaczenie w zastosowaniach CAD);
- rzut perspektywiczny krzywej wymiernej jest zawsze krzywą wymierną, podczas gdy rzut perspektywiczny krzywej wielomianowej nie musi być krzywą wielomianową (co ma znaczenie w grafice komputerowej);
- wagi {\displaystyle w_{i}} pozwalają na lepszą kontrolę nad kształtem krzywej.

## Krzywe stożkowe

Przykład krzywych stożkowych, kolejno od lewego górnego obrazka: łuk hiperboli, łuk paraboli, krótszy łuk elipsy, odcinek, dłuższy łuk elipsy

Jeśli dane są trzy niewspółliniowe punkty kontrolne krzywej {\displaystyle p_{0},} {\displaystyle p_{1},} {\displaystyle p_{2}} i wagi {\displaystyle w_{0}=w_{2}=1,} to waga {\displaystyle w_{1}} określa rodzaj krzywej:

Okrąg zbudowany z: dwóch krzywych tworzących dłuższy i krótszy łuk okręgu (po lewej); czterech krzywych tworzących cztery krótsze łuki okręgu (po prawej)

| {\displaystyle w_{1}>1}    | – łuk hiperboli                                                                   |
| {\displaystyle w_{1}=1}    | – łuk paraboli                                                                    |
| {\displaystyle 0<w_{1}<1}  | – krótszy łuk elipsy lub okręgu                                                   |
| {\displaystyle w_{1}=0}    | – sparametryzowany odcinek pomiędzy {\displaystyle p_{0}} i {\displaystyle p_{2}} |
| {\displaystyle -1<w_{1}<0} | – dłuższy łuk elipsy lub okręgu                                                   |
| {\displaystyle w_{1}=-1}   | – dwa łuki paraboli                                                               |
| {\displaystyle w_{1}<-1}   | – dwa łuki hiperboli                                                              |